# Haacksche Ogive

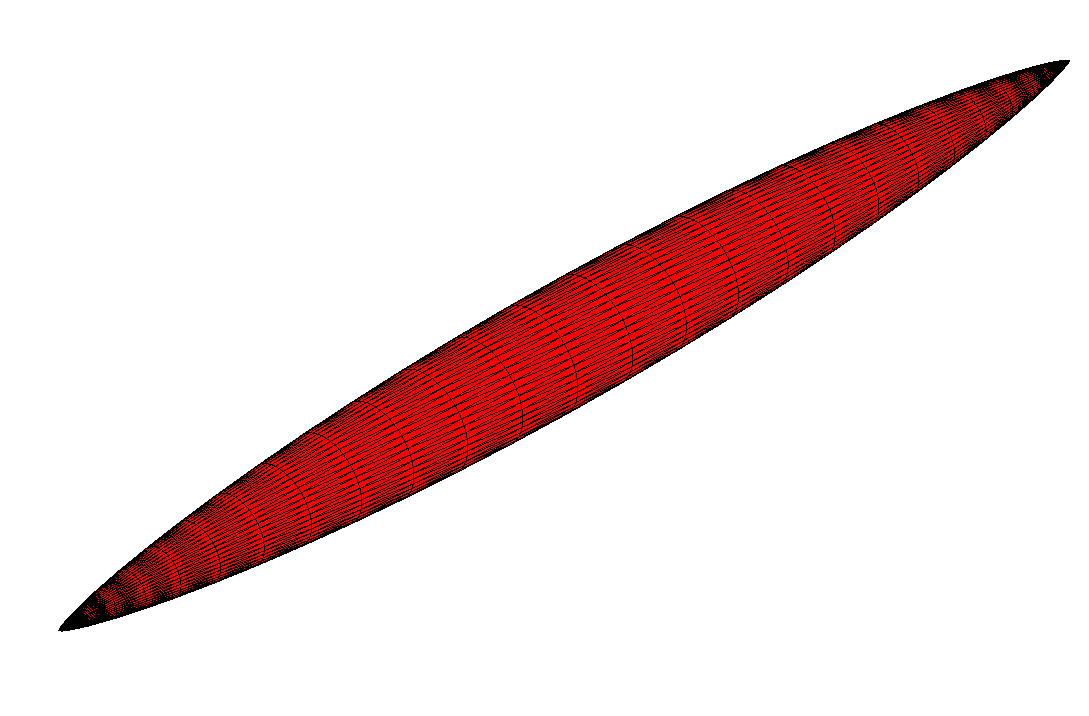
Haacksche Ogive

Die Haacksche Ogive ist ein zugespitzter, stromlinienförmiger Rotationskörper, der im Längsschnitt wie eine Ogive geformt ist. Sie stellt im Bereich von Mach 1,5 bis 3 die strömungsgünstigste Form eines Überschall-Flugkörpers dar. Bei höheren Geschwindigkeiten ist eine Formgebung mit Spitze nach Newton im Vorteil. Bei mit Tragflächen, Leitwerken usw. ausgestatteten Flugkörpern, die im Überschallbereich fliegen, sollte der Gesamtquerschnitt (nicht jedoch die tatsächliche Form!) idealerweise ebenfalls an jeder Stelle dem einer Haackschen Ogive entsprechen (Flächenregel).

## Geschichte
Erfunden wurde die Haacksche Ogive von Wolfgang Haack. Haack arbeitete während des Zweiten Weltkriegs an der Gasdynamik von Überschallströmungen. Er fand dabei eine analytische Lösung für den im Überschallbereich aerodynamisch günstigsten Körper, die sog. Haacksche Ogive. Seine Arbeit wurde 1941 von der Lilienthal-Gesellschaft veröffentlicht. Hauptziel dieser Forschung war die Entwicklung besserer Munition für Scharfschützengewehre, die weniger Energie im Flug verlieren sollte. Der deutschen Kriegswirtschaft gelang es allerdings nicht mehr, diese Erkenntnisse in der Produktion umzusetzen. Noch bis in das 21. Jahrhundert wurde an der Perfektion der Geschossformen nach der Haackschen Ogive in Verbindung mit dem Magnus-Effekt weitergearbeitet.
Auch für größere Flugkörper ist die Ogive von überragender Bedeutung. Sie ist in ihrer Modifikation durch die Frenzlsche Flächenregel die Grundlage für die Formgebung von Überschallflugzeugen und Raketen; so kommt die Form einer A4-Rakete einer Haackschen Ogive recht nahe.

## Eigenschaften
Abweichungen von der Idealform beeinflussen die vom Luftwiderstand abhängige Reichweite eines Geschosses bzw. den Energiebedarf von angetriebenen Überschallflugkörpern. Die Haacksche Ogive hat erheblich bessere aerodynamische Eigenschaften als die Tangentialogive oder selbst die Sekantogive, die nach ihren geometrischen Konstruktionsvorschriften benannt sind. Die Kriegsindustrie erreichte vor Kriegsende nicht mehr, diese Entwicklung von Haack in der Fertigung von Projektilen für Scharfschützengewehre umzusetzen.

## Formeln
Haack nahm für seine Berechnungen vereinfachend an, dass die Strömung wirbelfrei ist und kein Bodensog existiert. Hierzu fand er ein System aus drei Formeln, mit der sich jede Haacksche Ogive beschreiben lässt:
{\displaystyle x(\beta )={\frac {h}{2}}\cdot (1-\cos \beta );0\leq \beta \leq \pi }
{\displaystyle r(\beta )={\frac {1}{\pi }}\cdot {\sqrt {A\cdot \left(\beta -{\frac {1}{2}}\cdot \sin(2\cdot \beta )\right)+{\frac {8}{3}}\cdot \left({\frac {2\cdot V}{h}}-A\right)\cdot \sin ^{3}\beta }}}
{\displaystyle W_{\mathrm {s} }={\frac {4}{\pi \cdot h^{2}}}\cdot \left(9\cdot A^{2}+32\cdot {\frac {V^{2}}{h^{2}}}-32\cdot {\frac {A\cdot V}{h}}\right)}
Hierbei sind:
- {\displaystyle x} und {\displaystyle r} die Koordinaten der Spitzenform (in Parameterdarstellung) mit dem Parameter {\displaystyle \beta }
- {\displaystyle h} ist die Spitzhöhe
- {\displaystyle V} das Volumen der Spitze
- {\displaystyle A={\frac {d^{2}\cdot \pi }{4}}} die Kaliberquerschnittsfläche
- {\displaystyle W_{\mathrm {s} }} der Widerstand der Spitze bezogen auf den Staudruck
- {\displaystyle \beta } ist ein fortlaufender Parameter aus der Menge der rationalen Zahlen

Haack fand heraus, dass {\displaystyle W_{\mathrm {s} }} minimal wird, wenn gilt: {\displaystyle V={\frac {1}{2}}\cdot A\cdot h}
Nach dem Einsetzen ergibt sich die Formel:
{\displaystyle r(\beta )={\frac {1}{\pi }}\cdot {\sqrt {A\cdot \left(\beta -{\frac {1}{2}}\cdot \sin(2\cdot \beta )\right)}}}
Diese Form hat den Widerstandsbeiwert:
{\displaystyle c_{\mathrm {w} }={\frac {W_{\mathrm {s} }}{A}}={\frac {\frac {4\cdot A^{2}}{\pi \cdot h^{2}}}{A}}={\frac {d^{2}}{h^{2}}}}
Zusammen mit {\displaystyle x} ist die Parameterdarstellung der optimalen Form fertig.
Dem Konstrukteur stehen nun drei veränderbare Größen zur Verfügung: Das Kaliber ({\displaystyle d} ist in {\displaystyle A} enthalten), die Spitzhöhe und das Spitzvolumen. Wenn zwei Größen vorgegeben sind, lässt sich die dritte für minimalen Widerstand optimieren. In der Praxis sind Kaliber und Länge meist vorgegeben, womit das Spitzvolumen die zu optimierende Größe ist (sog. K-L-Geschosse).